# بطولة أمريكا الجنوبية لألعاب القوى للناشئين 1959
بطولة أمريكا الجنوبية لألعاب القوى للناشئين 1959 هي النسخة الأولى من بطولة أمريكا الجنوبية لألعاب القوى للناشئين. أقيمت في الأرجنتين. شارك فيها 59 رياضياً من بلدين فقط هما تشيلي والأرجنتين. تصدرت تشيلي جدول الميداليات برصيد 32 ميدالية منها 14 ذهبية.

## جدول الميداليات
| الترتيب | منتخب     | ذهبية | فضية | برونزية | المجموع |
| ------- | --------- | ----- | ---- | ------- | ------- |
| 1       | تشيلي     | 14    | 9    | 9       | 32      |
| 2       | الأرجنتين | 3     | 7    | 6       | 16      |